# ترکیب تیم‌های جام ملت‌های آسیا ۲۰۰۷
این مقاله فهرستی از ترکیب‌های تیم‌های حاضر در تورنمنت جام ملت‌های آسیای ۲۰۰۷ است که از ۷ تا ۲۹ ژوئیهٔ سال ۲۰۰۷ در مالزی، اندونزی، تایلند و ویتنام برگزار شد.

## گروه A

### تایلند
سرمربی: Charnwit Polcheewin
| شماره | جایگاه    | بازیکن                               | تاریخ تولد/سن            | بازی‌های ملی | باشگاه                          |
| ----- | --------- | ------------------------------------ | ------------------------ | ----------- | ------------------------------- |
| ۱     | دروازه‌بان | Weera Koedpudsa                      | ۱ ژوئیه ۱۹۸۴ (۲۳ سال)    |             | باشگاه فوتبال بانکوک یونایتد    |
| ۲     | هافبک     | Suree Sukha                          | ۲۷ ژوئیه ۱۹۸۲ (۲۴ سال)   |             | باشگاه فوتبال منچستر سیتی       |
| ۳     | مدافع     | Patiparn Phetphun                    | ۲۵ سپتامبر ۱۹۸۰ (۲۶ سال) |             | باشگاه فوتبال بانکوک یونایتد    |
| ۴     | مدافع     | Jetsada Jitsawad                     | ۵ اوت ۱۹۸۰ (۲۶ سال)      |             | Tobacco Monopoly                |
| ۵     | مدافع     | Niweat Siriwong                      | ۱۸ ژوئیه ۱۹۷۷ (۲۹ سال)   |             | باشگاه فوتبال پلیس ترو          |
| ۶     | مدافع     | Nattaporn Phanrit                    | ۱۱ ژانویه ۱۹۸۲ (۲۵ سال)  |             | باشگاه فوتبال بوریرام یونایتد   |
| ۷     | هافبک     | Datsakorn Thonglao                   | ۳۰ دسامبر ۱۹۸۳ (۲۳ سال)  |             | باشگاه فوتبال هوانگ آنه جیا لای |
| ۸     | هافبک     | Suchao Nuchnum                       | ۱۷ مه ۱۹۸۳ (۲۴ سال)      |             | TOT FC                          |
| ۹     | هافبک     | Therdsak Chaiman                     | ۲۹ سپتامبر ۱۹۷۳ (۳۳ سال) |             | باشگاه فوتبال واریورس           |
| ۱۰    | هافبک     | Totchtawan Sripan (کاپیتان (فوتبال)) | ۱۳ دسامبر ۱۹۷۱ (۳۵ سال)  |             | باشگاه فوتبال پلیس ترو          |
| ۱۲    | مدافع     | Nirut Surasiang                      | ۲۰ فوریه ۱۹۷۹ (۲۸ سال)   |             | Bình Định                       |
| ۱۳    | مهاجم     | کیاتیسوک سناموانگ                    | ۱۱ اوت ۱۹۷۳ (۳۳ سال)     |             | بازیکن آزاد                     |
| ۱۴    | مهاجم     | Teeratep Winothai                    | ۱۶ فوریه ۱۹۸۵ (۲۲ سال)   |             | باشگاه فوتبال پلیس ترو          |
| ۱۶    | مدافع     | Kiatprawut Saiwaeo                   | ۲۴ ژانویه ۱۹۸۶ (۲۱ سال)  |             | باشگاه فوتبال منچستر سیتی       |
| ۱۷    | مهاجم     | Sutee Suksomkit                      | ۵ ژوئن ۱۹۷۸ (۲۹ سال)     |             | باشگاه فوتبال تامپینس روفرز     |
| ۱۸    | دروازه‌بان | Sinthaweechai Hathairattanakool      | ۲۳ مارس ۱۹۸۲ (۲۵ سال)    |             | باشگاه فوتبال چونبوری           |
| ۱۹    | هافبک     | Pichitphong Choeichiu                | ۲۸ اوت ۱۹۸۲ (۲۴ سال)     |             | Krung Thai Bank                 |
| ۲۰    | هافبک     | Hatthaporn Suwan                     | ۲۳ فوریه ۱۹۸۴ (۲۳ سال)   |             | باشگاه فوتبال بوریرام یونایتد   |
| ۲۱    | مهاجم     | تیراسیل دانگدا                       | ۶ ژوئن ۱۹۸۸ (۱۹ سال)     |             | باشگاه فوتبال منچستر سیتی       |
| ۲۲    | دروازه‌بان | Narit Taweekul                       | ۳۰ اکتبر ۱۹۸۳ (۲۳ سال)   |             | Tobacco Monopoly                |
| ۲۳    | هافبک     | Pipat Thonkanya                      | ۴ ژانویه ۱۹۷۹ (۲۸ سال)   |             | باشگاه فوتبال پلیس ترو          |
| ۲۴    | مدافع     | Apichet Puttan                       | ۱۰ اوت ۱۹۷۸ (۲۸ سال)     |             | باشگاه فوتبال بوریرام یونایتد   |
| ۲۸    | مدافع     | Natthaphong Samana                   | ۲۹ ژوئن ۱۹۸۴ (۲۳ سال)    |             | Krung Thai Bank                 |

### عراق
سرمربی:  جوروان ویرا
| شماره | جایگاه    | بازیکن                        | تاریخ تولد/سن            | بازی‌های ملی | باشگاه                             |
| ----- | --------- | ----------------------------- | ------------------------ | ----------- | ---------------------------------- |
| ۱     | دروازه‌بان | احمد علی جابر                 | ۲ اوت ۱۹۸۲ (۲۴ سال)      | ۱۳          | باشگاه ورزشی الزورا                |
| ۲     | مدافع     | جاسم محمد                     | ۱۱ مارس ۱۹۸۱ (۲۶ سال)    | ۱۵          | باشگاه ورزشی الوحدات               |
| ۳     | مدافع     | باسم عباس                     | ۱ ژوئیه ۱۹۸۲ (۲۵ سال)    | ۴۷          | باشگاه ورزشی النجمه لبنان          |
| ۴     | مدافع     | خلدون ابراهیم                 | ۱۶ ژوئیه ۱۹۸۷ (۱۹ سال)   | ۸           | باشگاه فوتبال مس کرمان             |
| ۵     | هافبک     | نشأت اکرم                     | ۱۲ سپتامبر ۱۹۸۴ (۲۲ سال) | ۶۰          | باشگاه فوتبال الشباب عربستان سعودی |
| ۶     | هافبک     | صالح سدیر                     | ۲۱ اوت ۱۹۸۱ (۲۵ سال)     | ۳۶          | باشگاه فوتبال الانصار لبنان        |
| ۷     | هافبک     | علی عباس الحلفی               | ۳۰ اوت ۱۹۸۶ (۲۰ سال)     | ۶           | باشگاه فوتبال نیروی هوایی عراق     |
| ۸     | هافبک     | احمد عبد علی                  | ۱ ژانویه ۱۹۸۶ (۲۱ سال)   | ۱۰          | باشگاه ورزشی الزورا                |
| ۹     | مهاجم     | محمد ناصر (بازیکن فوتبال)     | ۱۲ مارس ۱۹۸۴ (۲۳ سال)    | ۱۸          | باشگاه ورزشی الطلبه عراق           |
| ۱۰    | مهاجم     | یونس محمود (کاپیتان (فوتبال)) | ۲ مارس ۱۹۸۳ (۲۴ سال)     | ۵۵          | باشگاه ورزشی الغرافه               |
| ۱۱    | هافبک     | هوار ملا محمد                 | ۱ ژوئن ۱۹۸۱ (۲۶ سال)     | ۵۴          | باشگاه فوتبال آپولون لیماسول       |
| ۱۲    | مدافع     | حیدر عبدالرزاق                | ۹ ژوئن ۱۹۸۲ (۲۵ سال)     | ۲۴          | Al-Hussein Irbid                   |
| ۱۳    | هافبک     | کرار جاسم                     | ۱۱ ژوئن ۱۹۸۷ (۲۰ سال)    | ۱۳          | باشگاه ورزشی الوکره                |
| ۱۴    | مدافع     | حیدر عبدالامیر                | ۲ نوامبر ۱۹۸۲ (۲۴ سال)   | ۳۱          | باشگاه الفیصلی (امان)              |
| ۱۵    | مدافع     | علی رحیمه                     | ۸ اوت ۱۹۸۵ (۲۱ سال)      | ۳۱          | باشگاه فوتبال الاهلی طرابلس        |
| ۱۶    | مهاجم     | احمد مناجد                    | ۱۳ دسامبر ۱۹۸۱ (۲۵ سال)  | ۲۸          | باشگاه فوتبال الانصار لبنان        |
| ۱۷    | مهاجم     | لوی صلاح حسن                  | ۷ فوریه ۱۹۸۲ (۲۵ سال)    | ۱۴          | باشگاه فوتبال پرسپولیس             |
| ۱۸    | هافبک     | مهدی کریم                     | ۱۰ دسامبر ۱۹۸۳ (۲۳ سال)  | ۴۷          | باشگاه فوتبال الاهلی طرابلس        |
| ۱۹    | هافبک     | هیثم کاظم                     | ۲۱ ژوئیه ۱۹۸۳ (۲۳ سال)   | ۲۶          | باشگاه ورزشی اربیل                 |
| ۲۰    | مدافع     | نبیل عباس                     | ۱ ژانویه ۱۹۸۶ (۲۱ سال)   | ۰           | باشگاه فوتبال نجف                  |
| ۲۲    | دروازه‌بان | نور صبری                      | ۱۸ ژوئن ۱۹۸۴ (۲۳ سال)    | ۴۶          | باشگاه فوتبال مس کرمان             |
| ۲۳    | دروازه‌بان | محمد قاصد                     | ۱۰ دسامبر ۱۹۸۶ (۲۰ سال)  | ۲           | باشگاه فوتبال پلیس عراق            |
| ۲۴    | هافبک     | قصی منیر                      | ۱۲ آوریل ۱۹۸۱ (۲۶ سال)   | ۳۷          | باشگاه ورزشی اربیل                 |

### استرالیا
سرمربی: گراهام آرنولد
| شماره | جایگاه    | بازیکن                         | تاریخ تولد/سن            | بازی‌های ملی | باشگاه                        |
| ----- | --------- | ------------------------------ | ------------------------ | ----------- | ----------------------------- |
| ۱     | دروازه‌بان | مارک شوارزر                    | ۶ اکتبر ۱۹۷۲ (۳۴ سال)    | ۴۶          | باشگاه فوتبال میدلزبرو        |
| ۲     | مدافع     | لوکاس نیل                      | ۹ مارس ۱۹۷۸ (۲۹ سال)     | ۳۴          | باشگاه فوتبال وستهام یونایتد  |
| ۳     | مدافع     | Patrick Kisnorbo               | ۲۴ مارس ۱۹۸۱ (۲۶ سال)    | ۱۲          | باشگاه فوتبال لستر سیتی       |
| ۴     | مهاجم     | تیم کیهیل                      | ۶ دسامبر ۱۹۷۹ (۲۷ سال)   | ۲۳          | باشگاه فوتبال اورتون          |
| ۵     | هافبک     | جیسون کولینا                   | ۵ اوت ۱۹۸۰ (۲۶ سال)      | ۲۲          | باشگاه فوتبال پی‌اس‌وی آیندهوون |
| ۶     | مدافع     | مایکل بیچمپ                    | ۸ مارس ۱۹۸۱ (۲۶ سال)     | ۷           | باشگاه فوتبال نورنبرگ         |
| ۷     | مدافع     | برت امرتون                     | ۲۲ فوریه ۱۹۷۹ (۲۸ سال)   | ۵۷          | باشگاه فوتبال بلکبرن روورز    |
| ۸     | هافبک     | لوک ویلکشیر                    | ۲ اکتبر ۱۹۸۱ (۲۵ سال)    | ۱۶          | باشگاه فوتبال توئنته          |
| ۹     | مهاجم     | مارک ویدوکا (کاپیتان (فوتبال)) | ۹ اکتبر ۱۹۷۵ (۳۱ سال)    | ۳۹          | باشگاه فوتبال نیوکاسل یونایتد |
| ۱۰    | هافبک     | هری کیول                       | ۲۲ سپتامبر ۱۹۷۸ (۲۸ سال) | ۲۴          | باشگاه فوتبال لیورپول         |
| ۱۱    | مهاجم     | آرچی تامپسون                   | ۲۳ اکتبر ۱۹۷۸ (۲۸ سال)   | ۲۶          | باشگاه فوتبال ملبورن ویکتوری  |
| ۱۲    | دروازه‌بان | برد جونز (بازیکن فوتبال)       | ۳ ژوئیه ۱۹۸۲ (۲۵ سال)    | ۱           | باشگاه فوتبال میدلزبرو        |
| ۱۳    | هافبک     | وینس گرلا                      | ۵ اکتبر ۱۹۷۹ (۲۷ سال)    | ۲۷          | باشگاه فوتبال تورینو          |
| ۱۴    | مهاجم     | برت هولمن                      | ۲۷ مارس ۱۹۸۴ (۲۳ سال)    | ۷           | باشگاه فوتبال ان. ئی. سی      |
| ۱۵    | مهاجم     | جان الویسی                     | ۵ فوریه ۱۹۷۶ (۳۱ سال)    | ۵۰          | باشگاه فوتبال دپورتیوو آلاوز  |
| ۱۶    | مدافع     | Michael Thwaite                | ۲ مه ۱۹۸۳ (۲۴ سال)       | ۶           | باشگاه فوتبال ویسوا کراکوف    |
| ۱۷    | هافبک     | کارل والری                     | ۱۴ اوت ۱۹۸۴ (۲۲ سال)     | ۲           | Grosseto                      |
| ۱۸    | دروازه‌بان | Michael Petkovic               | ۱۶ ژوئیه ۱۹۷۶ (۳۰ سال)   | ۵           | باشگاه فوتبال سیواس‌اسپور      |
| ۱۹    | هافبک     | Nick Carle                     | ۲۳ نوامبر ۱۹۸۱ (۲۵ سال)  | ۴           | باشگاه ورزشی گنچلربیرلیغی     |
| ۲۰    | هافبک     | دیوید کارنی                    | ۳۰ نوامبر ۱۹۸۳ (۲۳ سال)  | ۲           | باشگاه فوتبال سیدنی           |
| ۲۱    | هافبک     | مایل سترجاوسکی                 | ۲۷ مه ۱۹۷۹ (۲۸ سال)      | ۳۲          | باشگاه فوتبال بازل            |
| ۲۲    | مدافع     | مارک میلیگان                   | ۴ اوت ۱۹۸۵ (۲۱ سال)      | ۳           | باشگاه فوتبال سیدنی           |
| ۲۳    | هافبک     | مارک برشیانو                   | ۱۱ فوریه ۱۹۸۰ (۲۷ سال)   | ۳۳          | باشگاه فوتبال پالرمو          |

### عمان
سرمربی:  گابریل کالدرون
| شماره | جایگاه    | بازیکن                              | تاریخ تولد/سن            | بازی‌های ملی | باشگاه                       |
| ----- | --------- | ----------------------------------- | ------------------------ | ----------- | ---------------------------- |
| ۱     | دروازه‌بان | سلیمان المزروعی                     | ۱۳ سپتامبر ۱۹۷۲ (۳۴ سال) |             | Muscat                       |
| ۲     | مدافع     | محمد ربیع النوبی (کاپیتان (فوتبال)) | ۱۰ مه ۱۹۸۱ (۲۶ سال)      |             | باشگاه ورزشی السد            |
| ۳     | مدافع     | جمعه الوهیبی                        | ۲ مارس ۱۹۸۰ (۲۷ سال)     |             | باشگاه ورزشی التضامن کویت    |
| ۴     | مدافع     | سعید الشون                          | ۲۸ اوت ۱۹۸۳ (۲۳ سال)     |             | باشگاه ورزشی ام صلال         |
| ۵     | هافبک     | Fahad Ba-Masilah                    | ۸ ژوئیه ۱۹۸۶ (۲۰ سال)    |             | باشگاه فوتبال ظفار           |
| ۶     | مدافع     | عصام فایل                           | ۱۴ اوت ۱۹۸۴ (۲۲ سال)     |             | باشگاه فوتبال صور            |
| ۷     | هافبک     | سلطان الطوقی                        | ۲ ژانویه ۱۹۸۴ (۲۳ سال)   |             | باشگاه ورزشی السالمیه کویت   |
| ۸     | مهاجم     | بدر المیمنی                         | ۱۶ ژوئیه ۱۹۸۴ (۲۲ سال)   |             | باشگاه ورزشی الاهلی قطر      |
| ۹     | مهاجم     | هاشم صالح                           | ۱۵ اکتبر ۱۹۸۱ (۲۵ سال)   |             | باشگاه ورزشی الشمال          |
| ۱۰    | هافبک     | فوزی بشیر                           | ۶ مه ۱۹۸۴ (۲۳ سال)       |             | باشگاه ورزشی القادسیه کویت   |
| ۱۱    | مهاجم     | یوسف شعبان                          | ۴ نوامبر ۱۹۸۲ (۲۴ سال)   |             | باشگاه فوتبال ظفار           |
| ۱۲    | هافبک     | احمد مبارک المهیری                  | ۲۳ فوریه ۱۹۸۵ (۲۲ سال)   |             | باشگاه ورزشی الریان          |
| ۱۳    | مهاجم     | محمد الغسانی                        | ۱ آوریل ۱۹۸۵ (۲۲ سال)    |             | باشگاه السویق                |
| ۱۴    | مهاجم     | یونس المشیفری                       | ۲۴ اکتبر ۱۹۸۱ (۲۵ سال)   |             | باشگاه ورزشی کاظمه کویت      |
| ۱۵    | مهاجم     | اسماعیل العجمی                      | ۹ ژوئن ۱۹۸۴ (۲۳ سال)     |             | باشگاه ورزشی ام صلال         |
| ۱۷    | مدافع     | حسن مظفر غیلانی                     | ۲۶ ژوئن ۱۹۸۰ (۲۷ سال)    |             | باشگاه ورزشی الاهلی قطر      |
| ۱۸    | مهاجم     | حامد حمدان البلوشی                  | ۸ ژانویه ۱۹۸۴ (۲۳ سال)   |             | Muscat                       |
| ۲۰    | مهاجم     | عماد الحوسنی                        | ۱۸ ژوئیه ۱۹۸۴ (۲۲ سال)   |             | باشگاه ورزشی القطر           |
| ۲۱    | هافبک     | احمد حدید المخینی                   | ۱۸ ژوئیه ۱۹۸۴ (۲۲ سال)   |             | باشگاه ورزشی الشمال          |
| ۲۴    | هافبک     | یونس مبارک المحیجری                 | ۱۲ مارس ۱۹۸۷ (۲۰ سال)    |             | Al Oruba                     |
| ۲۵    | مدافع     | سلیمان سعید الشکیلی                 | ۲۹ اکتبر ۱۹۸۴ (۲۲ سال)   |             | باشگاه ورزشی السالمیه کویت   |
| ۲۶    | دروازه‌بان | علی الحبسی                          | ۳۰ دسامبر ۱۹۸۱ (۲۵ سال)  |             | باشگاه فوتبال بولتون واندررز |
| ۲۸    | مدافع     | حسین الحضری                         | ۲۱ مه ۱۹۹۰ (۱۷ سال)      |             | باشگاه فوتبال ظفار           |

## گروه B

### ویتنام
سرمربی:  Alfred Riedl
| شماره | جایگاه    | بازیکن                                | تاریخ تولد/سن            | بازی‌های ملی | باشگاه                             |
| ----- | --------- | ------------------------------------- | ------------------------ | ----------- | ---------------------------------- |
| ۱     | دروازه‌بان | Bùi Quang Huy                         | ۲۴ ژوئیه ۱۹۸۲ (۲۴ سال)   |             | Đạm Phú Mỹ Nam Định                |
| ۲     | مدافع     | Phùng Văn Nhiên                       | ۲۳ نوامبر ۱۹۸۲ (۲۴ سال)  |             | Đạm Phú Mỹ Nam Định                |
| ۳     | مدافع     | Nguyễn Huy Hoàng                      | ۴ ژانویه ۱۹۸۱ (۲۶ سال)   |             | Tài chính Dầu khí Sông Lam Nghệ An |
| ۴     | هافبک     | Đoàn Việt Cường                       | ۱۳ ژوئن ۱۹۸۵ (۲۲ سال)    |             | Đồng Tháp                          |
| ۶     | هافبک     | Phạm Hùng Dũng                        | ۲۸ سپتامبر ۱۹۷۸ (۲۸ سال) |             | SHB Đà Nẵng                        |
| ۷     | مدافع     | Vũ Như Thành                          | ۲۸ اوت ۱۹۸۱ (۲۵ سال)     |             | باشگاه فوتبال بکامکس بین دونگ      |
| ۸     | هافبک     | Đồng Huy Thái                         | ۱۸ ژانویه ۱۹۸۵ (۲۲ سال)  |             | Halida Thanh Hóa                   |
| ۹     | مهاجم     | لی کونگ وین                           | ۱۰ دسامبر ۱۹۸۵ (۲۱ سال)  |             | Tài chính Dầu khí Sông Lam Nghệ An |
| ۱۰    | مهاجم     | Huỳnh Phúc Hiệp                       | ۱۲ آوریل ۱۹۸۸ (۱۹ سال)   |             | Giày Thành Công Tiền Giang         |
| ۱۱    | هافبک     | Phùng Công Minh                       | ۸ مارس ۱۹۸۵ (۲۲ سال)     |             | باشگاه فوتبال بکامکس بین دونگ      |
| ۱۲    | هافبک     | Nguyễn Minh Phương (کاپیتان (فوتبال)) | ۵ ژوئیه ۱۹۸۰ (۲۷ سال)    |             | Đồng Tâm Long An                   |
| ۱۳    | هافبک     | Mai Tiến Thành                        | ۱۶ مارس ۱۹۸۶ (۲۱ سال)    |             | Halida Thanh Hóa                   |
| ۱۴    | هافبک     | Lê Tấn Tài                            | ۲۶ مارس ۱۹۸۴ (۲۳ سال)    |             | Khatoco Khánh Hòa                  |
| ۱۵    | هافبک     | Nguyễn Minh Chuyên                    | ۹ نوامبر ۱۹۸۵ (۲۱ سال)   |             | باشگاه فوتبال هوشی‌مین سیتی         |
| ۱۶    | مدافع     | Huỳnh Quang Thanh                     | ۱۰ اکتبر ۱۹۸۴ (۲۲ سال)   |             | باشگاه فوتبال بکامکس بین دونگ      |
| ۱۷    | هافبک     | Nguyễn Vũ Phong                       | ۶ فوریه ۱۹۸۵ (۲۲ سال)    |             | باشگاه فوتبال بکامکس بین دونگ      |
| ۱۸    | مهاجم     | Phan Thanh Bình                       | ۱ نوامبر ۱۹۸۶ (۲۰ سال)   |             | Đồng Tháp                          |
| ۱۹    | هافبک     | Phan Văn Tài Em                       | ۲۳ آوریل ۱۹۸۲ (۲۵ سال)   |             | Đồng Tâm Long An                   |
| ۲۰    | هافبک     | Trần Đức Dương                        | ۲ مه ۱۹۸۳ (۲۴ سال)       |             | Đạm Phú Mỹ Nam Định                |
| ۲۱    | مهاجم     | Nguyễn Anh Đức                        | ۲۵ ژانویه ۱۹۸۵ (۲۲ سال)  |             | باشگاه فوتبال بکامکس بین دونگ      |
| ۲۲    | دروازه‌بان | Dương Hồng Sơn                        | ۲۰ نوامبر ۱۹۸۲ (۲۴ سال)  |             | Tài Chính Dầu khí Sông Lam Nghệ An |
| ۲۳    | دروازه‌بان | Trần Đức Cường                        | ۲۰ مه ۱۹۸۵ (۲۲ سال)      |             | SHB Đà Nẵng                        |
| ۲۹    | مدافع     | Châu Phong Hòa                        | ۱ ژانویه ۱۹۸۵ (۲۲ سال)   |             | Đồng Tháp                          |

### امارات متحدهٔ عربی
سرمربی:  برونو متسو
| شماره | جایگاه    | بازیکن                               | تاریخ تولد/سن            | بازی‌های ملی | باشگاه                           |
| ----- | --------- | ------------------------------------ | ------------------------ | ----------- | -------------------------------- |
| ۱     | دروازه‌بان | ماجد ناصر                            | ۱ آوریل ۱۹۸۴ (۲۳ سال)    |             | باشگاه فوتبال الوصل امارات       |
| ۲     | هافبک     | عبدالرحیم جمعه (کاپیتان (فوتبال))    | ۲۳ مه ۱۹۷۹ (۲۸ سال)      |             | باشگاه فوتبال الوحده امارات      |
| ۳     | مدافع     | محمد خمیس                            | ۱۱ مارس ۱۹۷۶ (۳۱ سال)    |             | باشگاه فوتبال النصر امارات       |
| ۴     | مدافع     | علی مسری                             | ۹ اکتبر ۱۹۸۱ (۲۵ سال)    |             | باشگاه فوتبال العین              |
| ۵     | هافبک     | عیسی علی البلوشی                     | ۲ آوریل ۱۹۸۱ (۲۶ سال)    |             | باشگاه فوتبال الوحده امارات      |
| ۶     | مدافع     | راشد عبدالرحمن                       | ۲۰ اکتبر ۱۹۷۵ (۳۱ سال)   |             | باشگاه الجزیره امارات            |
| ۷     | هافبک     | خالد درویش                           | ۱۷ اکتبر ۱۹۷۹ (۲۷ سال)   |             | باشگاه فوتبال الوصل امارات       |
| ۸     | مدافع     | حیدر الو علی                         | ۲۵ دسامبر ۱۹۷۹ (۲۷ سال)  |             | باشگاه فوتبال الوحده امارات      |
| ۹     | مهاجم     | نواف مبارک                           | ۳۱ اوت ۱۹۸۱ (۲۵ سال)     |             | باشگاه فوتبال الشارجه            |
| ۱۰    | مهاجم     | اسماعیل مطر                          | ۷ آوریل ۱۹۸۳ (۲۴ سال)    |             | باشگاه فوتبال الوحده امارات      |
| ۱۱    | مهاجم     | فیصل خلیل                            | ۴ دسامبر ۱۹۸۲ (۲۴ سال)   |             | باشگاه فوتبال شباب الاهلی امارات |
| ۱۲    | دروازه‌بان | Waleed Salem Al Jaberi               | ۲۸ اکتبر ۱۹۸۰ (۲۶ سال)   |             | باشگاه فوتبال العین              |
| ۱۳    | هافبک     | احمد دادا                            | ۲۸ دسامبر ۱۹۸۸ (۱۸ سال)  |             | باشگاه الجزیره امارات            |
| ۱۴    | مدافع     | بشیر سعید                            | ۲۸ ژوئن ۱۹۸۱ (۲۶ سال)    |             | باشگاه فوتبال الوحده امارات      |
| ۱۵    | مهاجم     | محمد سعید الشحی                      | ۲۸ مارس ۱۹۸۸ (۱۹ سال)    |             | باشگاه فوتبال الوحده امارات      |
| ۱۷    | هافبک     | یوسف جابر                            | ۲۵ فوریه ۱۹۸۵ (۲۲ سال)   |             | باشگاه ورزشی بنی یاس             |
| ۱۸    | هافبک     | عامر مبارک                           | ۲۸ دسامبر ۱۹۸۷ (۱۹ سال)  |             | باشگاه فوتبال النصر امارات       |
| ۱۹    | مهاجم     | سعید الکاس                           | ۲۰ فوریه ۱۹۷۶ (۳۱ سال)   |             | باشگاه فوتبال الشارجه            |
| ۲۰    | مدافع     | هلال سعید المسماری                   | ۱۲ مه ۱۹۷۷ (۳۰ سال)      |             | باشگاه فوتبال العین              |
| ۲۱    | مدافع     | حمید فاخر                            | ۳ نوامبر ۱۹۷۸ (۲۸ سال)   |             | باشگاه فوتبال العین              |
| ۲۲    | هافبک     | محمد قاسم (بازیکن فوتبال، زاده ۱۹۸۱) | ۹ نوامبر ۱۹۸۱ (۲۵ سال)   |             | باشگاه فوتبال شباب الاهلی امارات |
| ۲۳    | مهاجم     | سیف محمد                             | ۱۵ سپتامبر ۱۹۸۳ (۲۳ سال) |             | باشگاه فوتبال الشعب امارات       |
| ۲۸    | دروازه‌بان | اسماعیل ربیع                         | ۱۱ ژانویه ۱۹۸۳ (۲۴ سال)  |             | باشگاه فوتبال الشعب امارات       |

### ژاپن
سرمربی:  ایویتسا اوسیم
| شماره | جایگاه    | بازیکن                                | تاریخ تولد/سن            | بازی‌های ملی | باشگاه                                 |
| ----- | --------- | ------------------------------------- | ------------------------ | ----------- | -------------------------------------- |
| ۱     | دروازه‌بان | یوشیکاتسو کاواگوچی (کاپیتان (فوتبال)) | ۱۵ اوت ۱۹۷۵ (۳۱ سال)     | ۱۰۰         | باشگاه فوتبال جوبیلو ایواتا            |
| ۲     | هافبک     | یاسویوکی کونو                         | ۲۵ ژانویه ۱۹۸۳ (۲۴ سال)  | ۸           | باشگاه فوتبال توکیو                    |
| ۳     | مدافع     | یویچی کومانو                          | ۲۵ ژوئن ۱۹۸۱ (۲۶ سال)    | ۱۸          | باشگاه فوتبال سانفریس هیروشیما         |
| ۵     | مدافع     | کیسوکه تسوبوی                         | ۱۶ سپتامبر ۱۹۷۹ (۲۷ سال) | ۴۰          | باشگاه فوتبال اوراوا رد دیاموندز       |
| ۶     | هافبک     | یوکی آبه                              | ۶ سپتامبر ۱۹۸۱ (۲۵ سال)  | ۱۶          | باشگاه فوتبال اوراوا رد دیاموندز       |
| ۷     | هافبک     | یاسوهیتو اندو                         | ۲۸ ژانویه ۱۹۸۰ (۲۷ سال)  | ۴۷          | باشگاه فوتبال گامبا اوساکا             |
| ۸     | هافبک     | ناوتاکه هانیو                         | ۲۲ دسامبر ۱۹۸۰ (۲۶ سال)  | ۷           | باشگاه فوتبال جف یونایتد ایچیهارا چیبا |
| ۹     | هافبک     | ساتورو یاماگیشی                       | ۳ مه ۱۹۸۳ (۲۴ سال)       | ۴           | باشگاه فوتبال جف یونایتد ایچیهارا چیبا |
| ۱۰    | هافبک     | شونسوکی ناکامورا                      | ۲۴ ژوئن ۱۹۷۸ (۲۹ سال)    | ۶۵          | باشگاه فوتبال سلتیک                    |
| ۱۱    | مهاجم     | هیساتو ساتو                           | ۱۲ مارس ۱۹۸۲ (۲۵ سال)    | ۱۳          | باشگاه فوتبال سانفریس هیروشیما         |
| ۱۲    | مهاجم     | سی‌یچیرو ماکی                          | ۷ اوت ۱۹۸۰ (۲۶ سال)      | ۲۰          | باشگاه فوتبال جف یونایتد ایچیهارا چیبا |
| ۱۳    | هافبک     | کیتا سوزوکی                           | ۸ ژوئیه ۱۹۸۱ (۲۵ سال)    | ۱۰          | باشگاه فوتبال اوراوا رد دیاموندز       |
| ۱۴    | هافبک     | کنگو ناکامورا                         | ۳۱ اکتبر ۱۹۸۰ (۲۶ سال)   | ۶           | باشگاه فوتبال کاوازاکی فرونتال         |
| ۱۵    | هافبک     | کوکی میزونو                           | ۶ سپتامبر ۱۹۸۵ (۲۱ سال)  | ۲           | باشگاه فوتبال جف یونایتد ایچیهارا چیبا |
| ۱۸    | دروازه‌بان | سیگو نارازاکی                         | ۱۱ آوریل ۱۹۷۶ (۳۱ سال)   | ۵۱          | باشگاه فوتبال ناگویا گرامپوس           |
| ۱۹    | مهاجم     | نائوهیرو تاکاهارا                     | ۴ ژوئن ۱۹۷۹ (۲۸ سال)     | ۴۷          | باشگاه فوتبال آینتراخت فرانکفورت       |
| ۲۰    | مهاجم     | کیشو یانو                             | ۵ آوریل ۱۹۸۴ (۲۳ سال)    | ۲           | باشگاه فوتبال آلبیرکس نیگاتا           |
| ۲۱    | مدافع     | آکیرا کاجی                            | ۱۳ ژانویه ۱۹۸۰ (۲۷ سال)  | ۵۰          | باشگاه فوتبال گامبا اوساکا             |
| ۲۲    | مدافع     | یوجی ناکازاوا                         | ۲۵ فوریه ۱۹۷۸ (۲۹ سال)   | ۵۶          | باشگاه فوتبال یوکوهاما مارینوس         |
| ۲۳    | دروازه‌بان | یجی کاواشیما                          | ۲۰ مارس ۱۹۸۳ (۲۴ سال)    | ۰           | باشگاه فوتبال کاوازاکی فرونتال         |
| ۲۴    | هافبک     | هیدو هاشیموتو                         | ۲۱ مه ۱۹۷۹ (۲۸ سال)      | ۱           | باشگاه فوتبال گامبا اوساکا             |
| ۲۸    | هافبک     | یوشیاکی اوتا                          | ۱۱ ژوئن ۱۹۸۳ (۲۴ سال)    | ۰           | باشگاه فوتبال جوبیلو ایواتا            |
| ۲۹    | هافبک     | ماساهیکو اینوها *                     | ۲۸ اوت ۱۹۸۵ (۲۱ سال)     | ۰           | باشگاه فوتبال توکیو                    |

* با ریوجی باندو، که به دلیل مصدومیت کنار گذاشته شد، جایگزین شد.

### قطر
سرمربی:  جمال‌الدین موشویچ
| شماره | جایگاه    | بازیکن                        | تاریخ تولد/سن           | بازی‌های ملی | باشگاه                   |
| ----- | --------- | ----------------------------- | ----------------------- | ----------- | ------------------------ |
| ۱     | دروازه‌بان | محمد صقر                      | ۱۷ مه ۱۹۹۵ (۱۸ سال)     |             | باشگاه ورزشی السد        |
| ۲     | مدافع     | مسعد الحمد                    | ۱۱ فوریه ۱۹۸۶ (۲۷ سال)  |             | باشگاه ورزشی السد        |
| ۳     | مدافع     | بلال محمد                     | ۲ ژوئن ۱۹۸۶ (۲۱ سال)    |             | باشگاه ورزشی الغرافه     |
| ۴     | مدافع     | ابراهیم الغانم                | ۲۷ ژوئن ۱۹۸۳ (۲۴ سال)   |             | باشگاه فوتبال العربی قطر |
| ۵     | هافبک     | مجدی صدیق                     | ۳ سپتامبر ۱۹۸۵ (۲۱ سال) |             | باشگاه ورزشی الخور       |
| ۶     | مدافع     | مشعل مبارک                    | ۲۵ فوریه ۱۹۸۲ (۲۵ سال)  |             | باشگاه ورزشی القطر       |
| ۷     | هافبک     | علی ناصر (بازیکن فوتبال)      | ۱۶ مه ۱۹۸۶ (۲۱ سال)     |             | باشگاه ورزشی السد        |
| ۸     | مدافع     | سعد الشمری (کاپیتان (فوتبال)) | ۶ اوت ۱۹۸۰ (۲۶ سال)     |             | باشگاه ورزشی الغرافه     |
| ۹     | هافبک     | سید علی البشیر                | ۶ سپتامبر ۱۹۸۲ (۲۴ سال) |             | باشگاه فوتبال العربی قطر |
| ۱۰    | هافبک     | حسین یاسر                     | ۹ ژانویه ۱۹۸۴ (۲۳ سال)  |             | باشگاه ورزشی الریان      |
| ۱۱    | مهاجم     | علی عفیف                      | ۲۰ ژانویه ۱۹۸۸ (۱۹ سال) |             | باشگاه ورزشی السد        |
| ۱۲    | مهاجم     | ماجد محمد                     | ۱ اکتبر ۱۹۸۵ (۲۱ سال)   |             | باشگاه ورزشی السد        |
| ۱۳    | مدافع     | مصطفی عبدی                    | ۲ ژانویه ۱۹۸۴ (۲۳ سال)  |             | باشگاه ورزشی الغرافه     |
| ۱۴    | هافبک     | یونس‌علی رحمتی                 | ۳ ژانویه ۱۹۸۳ (۲۴ سال)  |             | باشگاه ورزشی الاهلی قطر  |
| ۱۵    | هافبک     | طلال البلوشی                  | ۸ نوامبر ۱۹۸۰ (۲۶ سال)  |             | باشگاه ورزشی السد        |
| ۱۶    | مهاجم     | محمد غلام                     | ۸ نوامبر ۱۹۸۰ (۲۶ سال)  |             | باشگاه ورزشی السد        |
| ۱۷    | هافبک     | وسام رزق                      | ۵ فوریه ۱۹۸۱ (۲۶ سال)   |             | باشگاه ورزشی السد        |
| ۱۸    | مهاجم     | ولید جاسم                     | ۲ اوت ۱۹۸۶ (۲۰ سال)     |             | باشگاه ورزشی الریان      |
| ۱۹    | مدافع     | ابراهیم ماجد                  | ۱۲ مه ۱۹۹۰ (۱۷ سال)     |             | باشگاه ورزشی السد        |
| ۲۰    | هافبک     | عادل لامی                     | ۱۳ نوامبر ۱۹۸۵ (۲۱ سال) |             | باشگاه ورزشی الریان      |
| ۲۱    | مدافع     | عبدالله کونی                  | ۱۹ ژوئیه ۱۹۷۹ (۲۷ سال)  |             | باشگاه ورزشی السد        |
| ۲۳    | مهاجم     | سباستین سوریا                 | ۸ نوامبر ۱۹۸۳ (۲۳ سال)  |             | باشگاه ورزشی القطر       |
| ۲۴    | دروازه‌بان | رجب حمزه                      | ۱۶ اکتبر ۱۹۸۶ (۲۰ سال)  |             | باشگاه ورزشی الاهلی قطر  |

## گروه C

### مالزی
سرمربی: Norizan Bakar
| شماره | جایگاه    | بازیکن                                                   | تاریخ تولد/سن            | بازی‌های ملی | باشگاه                         |
| ----- | --------- | -------------------------------------------------------- | ------------------------ | ----------- | ------------------------------ |
| ۱     | دروازه‌بان | Azizon Abdul Kadir                                       | ۱۰ ژوئن ۱۹۸۰ (۲۷ سال)    |             | Negeri Sembilan                |
| ۲     | مدافع     | Mohd Hamzani Omar                                        | ۳۰ سپتامبر ۱۹۷۸ (۲۸ سال) |             | Johor Pasir Gudang             |
| ۳     | مدافع     | Mohd Fauzi Nan                                           | ۲ ژانویه ۱۹۸۰ (۲۷ سال)   |             | Perlis                         |
| ۴     | هافبک     | Mohd Nazrulerwan Makmor                                  | ۴ مه ۱۹۸۰ (۲۷ سال)       |             | PKNS                           |
| ۵     | هافبک     | Mohd Norhafiz Zamani Misbah                              | ۱۵ ژوئیه ۱۹۸۱ (۲۵ سال)   |             | باشگاه فوتبال پاهانگ           |
| ۶     | مدافع     | Thirumurugan s/o Veeran                                  | ۹ ژانویه ۱۹۸۳ (۲۴ سال)   |             | باشگاه فوتبال کداح             |
| ۷     | مدافع     | Muhamad Kaironnisam Sahabudin Hussain (کاپیتان (فوتبال)) | ۱۰ مه ۱۹۷۹ (۲۸ سال)      |             | UPB-MyTeam                     |
| ۸     | مهاجم     | Mohd Safee Mohd Sali                                     | ۲۹ ژانویه ۱۹۸۴ (۲۳ سال)  |             | باشگاه فوتبال سلانگور          |
| ۹     | هافبک     | Eddy Helmi Abdul Manan                                   | ۸ دسامبر ۱۹۷۹ (۲۷ سال)   |             | باشگاه فوتبال جوهور دارالتعظیم |
| ۱۰    | هافبک     | Mohammad Hardi Jaafar                                    | ۳۰ مه ۱۹۷۹ (۲۸ سال)      |             | Melaka                         |
| ۱۱    | هافبک     | Mohd Nor Farhan Muhammad                                 | ۷ ژوئن ۱۹۸۴ (۲۳ سال)     |             | Terengganu                     |
| ۱۲    | هافبک     | Muhammad Shukor Adan                                     | ۲۴ سپتامبر ۱۹۷۹ (۲۷ سال) |             | باشگاه فوتبال سلانگور          |
| ۱۳    | مهاجم     | Indra Putra Mahayuddin                                   | ۲ سپتامبر ۱۹۸۱ (۲۵ سال)  |             | باشگاه فوتبال پاهانگ           |
| ۱۴    | مهاجم     | Akmal Rizal Ahmad Rakhli                                 | ۱۵ دسامبر ۱۹۸۱ (۲۵ سال)  |             | باشگاه فوتبال سلانگور          |
| ۱۵    | هافبک     | Shahrulnizam Mustapa                                     | ۲ آوریل ۱۹۸۱ (۲۶ سال)    |             | باشگاه فوتبال پراک             |
| ۱۶    | هافبک     | Ahmad Fauzi Saari                                        | ۳۰ آوریل ۱۹۸۲ (۲۵ سال)   |             | باشگاه فوتبال کداح             |
| ۱۷    | مدافع     | K. Nanthakumar                                           | ۱۳ اکتبر ۱۹۷۷ (۲۹ سال)   |             | باشگاه فوتبال پراک             |
| ۱۸    | هافبک     | Mohd Fadzli Saari                                        | ۱ ژانویه ۱۹۸۳ (۲۴ سال)   |             | باشگاه فوتبال سلانگور          |
| ۱۹    | مدافع     | Rosdi Talib                                              | ۱۱ ژانویه ۱۹۷۶ (۳۱ سال)  |             | باشگاه فوتبال پاهانگ           |
| ۲۰    | مهاجم     | Hairuddin Omar                                           | ۲۹ سپتامبر ۱۹۷۹ (۲۷ سال) |             | باشگاه فوتبال پاهانگ           |
| ۲۱    | دروازه‌بان | Mohd Suffian Abdul Rahman                                | ۲۳ فوریه ۱۹۷۸ (۲۹ سال)   |             | Melaka                         |
| ۲۲    | هافبک     | Mohd Ivan Yusoff                                         | ۱۳ مه ۱۹۸۲ (۲۵ سال)      |             | Kuala Lumpur                   |
| ۲۳    | مدافع     | Mohd Aidil Zafuan Abdul Radzak                           | ۲۲ اکتبر ۱۹۸۷ (۱۹ سال)   |             | Negeri Sembilan                |

### چین
سرمربی: Zhu Guanghu
| شماره | جایگاه    | بازیکن                    | تاریخ تولد/سن            | بازی‌های ملی | باشگاه                              |
| ----- | --------- | ------------------------- | ------------------------ | ----------- | ----------------------------------- |
| ۱     | دروازه‌بان | Li Leilei                 | ۳۰ ژوئن ۱۹۷۷ (۳۰ سال)    | ۲۱          | باشگاه فوتبال شاندونگ لیونگ         |
| ۲     | مدافع     | دو وی                     | ۹ فوریه ۱۹۸۲ (۲۵ سال)    | ۲۱          | باشگاه فوتبال شانگهای گرینلند شنهوآ |
| ۳     | مدافع     | Sun Xiang                 | ۱۵ ژانویه ۱۹۸۲ (۲۵ سال)  | ۲۷          | باشگاه فوتبال شانگهای گرینلند شنهوآ |
| ۴     | مدافع     | Zhang Yaokun              | ۱۷ آوریل ۱۹۸۱ (۲۶ سال)   | ۲۷          | باشگاه فوتبال دالیان هایچانگ        |
| ۵     | مدافع     | لی ویفنگ                  | ۱ دسامبر ۱۹۷۸ (۲۸ سال)   | ۹۳          | باشگاه فوتبال شانگهای گرینلند شنهوآ |
| ۶     | هافبک     | شاورجایایی                | ۱۰ آوریل ۱۹۸۰ (۲۷ سال)   | ۳۳          | باشگاه فوتبال انرژی کوتبوس          |
| ۷     | هافبک     | سان جیهای                 | ۳۰ سپتامبر ۱۹۷۷ (۲۹ سال) | ۶۶          | باشگاه فوتبال منچستر سیتی           |
| ۸     | هافبک     | لی تای                    | ۱۸ سپتامبر ۱۹۷۷ (۲۹ سال) | ۸۹          | باشگاه فوتبال شفیلد یونایتد         |
| ۹     | مهاجم     | Han Peng                  | ۱۳ سپتامبر ۱۹۸۳ (۲۳ سال) | ۱۰          | باشگاه فوتبال شاندونگ لیونگ         |
| ۱۰    | هافبک     | ژنگ ژی (کاپیتان (فوتبال)) | ۲۰ اوت ۱۹۸۰ (۲۶ سال)     | ۳۷          | باشگاه فوتبال شاندونگ لیونگ         |
| ۱۱    | مهاجم     | دونگ فنگ‌ژو                | ۲۳ ژانویه ۱۹۸۵ (۲۲ سال)  | ۱۱          | باشگاه فوتبال منچستر یونایتد        |
| ۱۲    | هافبک     | Zhao Xuri                 | ۳ دسامبر ۱۹۸۵ (۲۱ سال)   | ۱۸          | باشگاه فوتبال دالیان هایچانگ        |
| ۱۳    | مدافع     | Zhang Shuai               | ۲۰ ژوئیه ۱۹۸۱ (۲۵ سال)   | ۲           | باشگاه فوتبال بیجینگ گوان           |
| ۱۴    | مهاجم     | Zhu Ting                  | ۱۵ ژوئیه ۱۹۸۵ (۲۱ سال)   | ۲           | باشگاه فوتبال دالیان هایچانگ        |
| ۱۵    | هافبک     | Wang Dong                 | ۱۰ سپتامبر ۱۹۸۱ (۲۵ سال) | ۱۰          | باشگاه فوتبال چانگچون یاتای         |
| ۱۶    | مدافع     | Ji Mingyi                 | ۱۵ دسامبر ۱۹۸۰ (۲۶ سال)  | ۲۰          | باشگاه فوتبال دالیان هایچانگ        |
| ۱۸    | هافبک     | Zhou Haibin               | ۱۹ ژوئیه ۱۹۸۵ (۲۱ سال)   | ۱۹          | باشگاه فوتبال شاندونگ لیونگ         |
| ۱۹    | هافبک     | Zheng Bin                 | ۴ ژوئیه ۱۹۷۷ (۳۰ سال)    | ۲۹          | Wuhan Optics Valley                 |
| ۲۰    | مهاجم     | Mao Jianqing              | ۸ اوت ۱۹۸۶ (۲۰ سال)      | ۳           | باشگاه فوتبال شانگهای گرینلند شنهوآ |
| ۲۱    | مهاجم     | Wang Peng                 | ۱۶ ژوئن ۱۹۷۸ (۲۹ سال)    | ۱۵          | باشگاه فوتبال دالیان هایچانگ        |
| ۲۲    | دروازه‌بان | Yang Jun                  | ۱۰ ژوئن ۱۹۸۱ (۲۶ سال)    | ۲           | باشگاه فوتبال تیانجین تدا           |
| ۲۳    | مدافع     | Cao Yang                  | ۱۵ دسامبر ۱۹۸۱ (۲۵ سال)  | ۱۹          | باشگاه فوتبال تیانجین تدا           |
| ۳۰    | دروازه‌بان | Zong Lei                  | ۲۶ ژوئیه ۱۹۸۱ (۲۵ سال)   | ۱           | باشگاه فوتبال چانگچون یاتای         |

### سرمربی:امیر قلعه‌نوییایران
| شماره | جایگاه    | بازیکن                           | تاریخ تولد/سن            | بازی‌های ملی | باشگاه                           |
| ----- | --------- | -------------------------------- | ------------------------ | ----------- | -------------------------------- |
| ۱     | دروازه‌بان | حسن رودباریان                    | ۶ ژوئیه ۱۹۷۸ (۲۹ سال)    | ۱۴          | باشگاه فوتبال پاس تهران          |
| ۲     | هافبک     | مهدی مهدوی‌کیا (کاپیتان (فوتبال)) | ۲۴ ژوئیه ۱۹۷۷ (۲۹ سال)   | ۱۰۷         | باشگاه فوتبال آینتراخت فرانکفورت |
| ۳     | مدافع     | امیرحسین صادقی                   | ۶ سپتامبر ۱۹۸۱ (۲۵ سال)  | ۹           | باشگاه فوتبال استقلال تهران      |
| ۴     | هافبک     | آندرانیک تیموریان                | ۶ مارس ۱۹۸۳ (۲۴ سال)     | ۱۹          | باشگاه فوتبال بولتون واندررز     |
| ۵     | مدافع     | رحمان رضایی (بازیکن فوتبال)      | ۲۰ فوریه ۱۹۷۵ (۳۲ سال)   | ۵۱          | باشگاه فوتبال لیورنو             |
| ۶     | هافبک     | جواد نکونام                      | ۷ سپتامبر ۱۹۸۰ (۲۶ سال)  | ۸۲          | باشگاه فوتبال اوساسونا           |
| ۷     | هافبک     | فریدون زندی                      | ۲۶ آوریل ۱۹۷۹ (۲۸ سال)   | ۱۴          | باشگاه فوتبال آپولون لیماسول     |
| ۸     | هافبک     | علی کریمی                        | ۸ نوامبر ۱۹۷۸ (۲۸ سال)   | ۹۹          | باشگاه فوتبال بایرن مونیخ        |
| ۹     | مهاجم     | وحید هاشمیان                     | ۲۱ ژوئیه ۱۹۷۶ (۳۰ سال)   | ۳۶          | باشگاه فوتبال هانوفر ۹۶          |
| ۱۰    | مهاجم     | رسول خطیبی                       | ۲۲ سپتامبر ۱۹۷۸ (۲۸ سال) | ۲۱          | باشگاه فوتبال الامارات امارات    |
| ۱۱    | هافبک     | مهرزاد معدنچی                    | ۱۰ ژانویه ۱۹۸۵ (۲۲ سال)  | ۱۶          | باشگاه فوتبال پرسپولیس           |
| ۱۲    | مدافع     | سید جلال حسینی                   | ۳ فوریه ۱۹۸۲ (۲۵ سال)    | ۷           | باشگاه فوتبال سایپا تهران        |
| ۱۳    | مدافع     | حسین کعبی                        | ۲۳ سپتامبر ۱۹۸۵ (۲۱ سال) | ۵۰          | باشگاه فوتبال پرسپولیس           |
| ۱۴    | هافبک     | ایمان مبعلی                      | ۳ نوامبر ۱۹۸۲ (۲۴ سال)   | ۳۸          | باشگاه فوتبال الشباب امارات      |
| ۱۵    | مدافع     | هادی عقیلی                       | ۱۵ ژانویه ۱۹۸۱ (۲۶ سال)  | ۴           | باشگاه فوتبال سپاهان اصفهان      |
| ۱۶    | مهاجم     | غلام‌رضا عنایتی                   | ۲۳ سپتامبر ۱۹۷۶ (۳۰ سال) | ۲۴          | باشگاه فوتبال الامارات امارات    |
| ۱۷    | مهاجم     | جواد کاظمیان                     | ۲۳ آوریل ۱۹۸۱ (۲۶ سال)   | ۳۰          | باشگاه فوتبال الشباب امارات      |
| ۱۸    | هافبک     | مهدی رجب‌زاده                     | ۲۱ مارس ۱۹۷۸ (۲۹ سال)    | ۱۴          | باشگاه فوتبال ذوب‌آهن اصفهان      |
| ۱۹    | هافبک     | ابراهیم صادقی                    | ۴ فوریه ۱۹۷۹ (۲۸ سال)    | ۴           | باشگاه فوتبال سایپا تهران        |
| ۲۰    | مدافع     | محمد نصرتی                       | ۱۰ ژانویه ۱۹۸۲ (۲۵ سال)  | ۵۵          | باشگاه فوتبال پاس تهران          |
| ۲۲    | دروازه‌بان | وحید طالب‌لو                      | ۲۶ مه ۱۹۸۲ (۲۵ سال)      | ۴           | باشگاه فوتبال استقلال تهران      |
| ۲۴    | هافبک     | مسعود شجاعی                      | ۱۹ ژوئن ۱۹۸۴ (۲۳ سال)    | ۸           | باشگاه فوتبال الشارجه            |
| ۳۰    | دروازه‌بان | سید مهدی رحمتی                   | ۲ فوریه ۱۹۸۳ (۲۴ سال)    | ۱۰          | باشگاه فوتبال استقلال تهران      |

### ازبکستان
سرمربی: Rauf Inileev
| شماره | جایگاه    | بازیکن                            | تاریخ تولد/سن            | بازی‌های ملی | باشگاه                          |
| ----- | --------- | --------------------------------- | ------------------------ | ----------- | ------------------------------- |
| ۱     | دروازه‌بان | Pavel Bugalo                      | ۲۱ اوت ۱۹۷۴ (۳۲ سال)     |             | باشگاه فوتبال بنیادکار          |
| ۲     | مدافع     | Hayrulla Karimov                  | ۲۲ آوریل ۱۹۷۸ (۲۹ سال)   |             | Mash'al Mubarek                 |
| ۳     | مدافع     | ویتالی دنیسوف                     | ۲۳ فوریه ۱۹۸۷ (۲۰ سال)   |             | باشگاه فوتبال دنیپرو            |
| ۴     | هافبک     | Aziz Ibrahimov                    | ۲۱ ژوئیه ۱۹۸۶ (۲۰ سال)   |             | باشگاه فوتبال اسلوان براتیسلاوا |
| ۵     | مدافع     | Asror Aliqulov                    | ۱۲ سپتامبر ۱۹۷۸ (۲۸ سال) |             | باشگاه فوتبال پخته‌کار           |
| ۶     | مدافع     | آنزور اسماعیلوف                   | ۲۱ آوریل ۱۹۸۵ (۲۲ سال)   |             | باشگاه فوتبال پخته‌کار           |
| ۷     | هافبک     | عزیزبک حیدروف                     | ۸ ژوئیه ۱۹۸۵ (۲۱ سال)    |             | باشگاه فوتبال لوکوموتیو تاشکند  |
| ۸     | مهاجم     | سرور جپاروف                       | ۳ اکتبر ۱۹۸۲ (۲۴ سال)    |             | باشگاه فوتبال پخته‌کار           |
| ۹     | مهاجم     | Pavel Solomin                     | ۱۵ ژوئن ۱۹۸۲ (۲۵ سال)    |             | Saturn Moscow Oblast            |
| ۱۰    | مهاجم     | Ulugbek Bakayev                   | ۲۸ نوامبر ۱۹۷۸ (۲۸ سال)  |             | باشگال فوتبال توبول             |
| ۱۱    | هافبک     | مارات بیکمائف                     | ۱ ژانویه ۱۹۸۶ (۲۱ سال)   |             | باشگاه فوتبال روبین کازان       |
| ۱۲    | دروازه‌بان | ایگناتی نستروف                    | ۲۰ ژوئن ۱۹۸۳ (۲۴ سال)    |             | باشگاه فوتبال پخته‌کار           |
| ۱۳    | هافبک     | Hikmat Hashimov                   | ۱۲ نوامبر ۱۹۷۹ (۲۷ سال)  |             | باشگاه فوتبال نسف قرشی          |
| ۱۴    | مدافع     | Victor Karpenko                   | ۷ سپتامبر ۱۹۷۷ (۲۹ سال)  |             | باشگاه فوتبال بنیادکار          |
| ۱۵    | مهاجم     | الکساندر گنریخ                    | ۶ اکتبر ۱۹۸۴ (۲۲ سال)    |             | باشگاه فوتبال پخته‌کار           |
| ۱۶    | مهاجم     | ماکسیم شاتسکیخ (کاپیتان (فوتبال)) | ۳۰ اوت ۱۹۷۸ (۲۸ سال)     |             | باشگاه فوتبال دینامو کیف        |
| ۱۷    | مدافع     | Aleksey Nikolaev                  | ۵ سپتامبر ۱۹۷۹ (۲۷ سال)  |             | باشگاه فوتبال آکتوبه            |
| ۱۸    | هافبک     | تیمور کاپاتزه                     | ۵ سپتامبر ۱۹۸۱ (۲۵ سال)  |             | باشگاه فوتبال پخته‌کار           |
| ۱۹    | مدافع     | Islom Inomov                      | ۳۰ مه ۱۹۸۴ (۲۳ سال)      |             | باشگاه فوتبال پخته‌کار           |
| ۲۰    | هافبک     | Ildar Magdeev                     | ۱۱ آوریل ۱۹۸۴ (۲۳ سال)   |             | باشگاه فوتبال پخته‌کار           |
| ۲۱    | دروازه‌بان | Gayratjon Hasanov                 | ۱۲ ژانویه ۱۹۸۳ (۲۴ سال)  |             | باشگاه فوتبال نفتچی فرغانه      |
| ۲۲    | هافبک     | Ikboljon Akramov                  | ۱۰ اکتبر ۱۹۸۳ (۲۳ سال)   |             | باشگاه فوتبال نفتچی فرغانه      |
| ۲۳    | مدافع     | Botir Qoraev                      | ۸ آوریل ۱۹۸۰ (۲۷ سال)    |             | Mash'al Mubarek                 |

## گروه D

### اندونزی
سرمربی:  Ivan Venkov Kolev
| شماره | جایگاه    | بازیکن                             | تاریخ تولد/سن            | بازی‌های ملی | باشگاه                          |
| ----- | --------- | ---------------------------------- | ------------------------ | ----------- | ------------------------------- |
| ۱     | دروازه‌بان | Yandri Pitoy                       | ۱۵ ژانویه ۱۹۸۱ (۲۶ سال)  | ۱۵          | باشگاه فوتبال پرسیپورا جایاپورا |
| ۲     | مدافع     | Muhammad Ridwan                    | ۸ ژوئیه ۱۹۸۰ (۲۶ سال)    | ۹           | PSIS Semarang                   |
| ۳     | مدافع     | Erol Iba                           | ۶ اوت ۱۹۷۹ (۲۷ سال)      | ۴           | Persik Kediri                   |
| ۴     | مدافع     | Ricardo Salampessy                 | ۱۸ فوریه ۱۹۸۴ (۲۳ سال)   | ۱۵          | باشگاه فوتبال پرسیپورا جایاپورا |
| ۵     | مدافع     | Maman Abdurahman                   | ۱۲ مه ۱۹۸۲ (۲۵ سال)      | ۹           | PSIS Semarang                   |
| ۶     | مدافع     | Charis Yulianto                    | ۱۱ ژوئیه ۱۹۷۸ (۲۸ سال)   | ۱۶          | باشگاه فوتبال سریویجایا         |
| ۷     | هافبک     | Eka Ramdani                        | ۱۸ ژوئن ۱۹۸۴ (۲۳ سال)    | ۱۱          | باشگاه فوتبال پرسیب باندونگ     |
| ۸     | مهاجم     | Elie Aiboy                         | ۲۰ آوریل ۱۹۷۹ (۲۸ سال)   | ۲۷          | باشگاه فوتبال آرما              |
| ۹     | هافبک     | Mahyadi Panggabean                 | ۸ ژانویه ۱۹۸۲ (۲۵ سال)   | ۸           | باشگاه فوتبال مدان              |
| ۱۱    | هافبک     | Ponaryo Astaman (کاپیتان (فوتبال)) | ۲۵ سپتامبر ۱۹۷۹ (۲۷ سال) | ۴۰          | باشگاه فوتبال آرما              |
| ۱۲    | دروازه‌بان | Ferry Rotinsulu                    | ۲۸ دسامبر ۱۹۸۲ (۲۴ سال)  | ۰           | باشگاه فوتبال سریویجایا         |
| ۱۳    | مهاجم     | Budi Sudarsono                     | ۱۹ سپتامبر ۱۹۷۹ (۲۷ سال) | ۳۳          | Persik Kediri                   |
| ۱۴    | مدافع     | Ismed Sofyan                       | ۲۸ اوت ۱۹۷۹ (۲۷ سال)     | ۳۱          | باشگاه فوتبال پرسیجا جاکارتا    |
| ۱۵    | هافبک     | Firman Utina                       | ۱۵ دسامبر ۱۹۸۱ (۲۵ سال)  | ۱۱          | Persita Tangerang               |
| ۱۶    | هافبک     | Syamsul Bahri Chaeruddin           | ۹ فوریه ۱۹۸۳ (۲۴ سال)    | ۲۱          | باشگاه فوتبال پی‌اس‌ام ماکاسار    |
| ۱۷    | هافبک     | Atep                               | ۵ ژوئن ۱۹۸۵ (۲۲ سال)     | ۶           | باشگاه فوتبال پرسیجا جاکارتا    |
| ۱۹    | مهاجم     | Zaenal Arief                       | ۳ ژانویه ۱۹۸۱ (۲۶ سال)   | ۱۲          | باشگاه فوتبال پرسیب باندونگ     |
| ۲۰    | مهاجم     | Bambang Pamungkas                  | ۱۰ ژوئن ۱۹۸۰ (۲۷ سال)    | ۳۸          | باشگاه فوتبال پرسیجا جاکارتا    |
| ۲۱    | مدافع     | Harry Saputra                      | ۱۲ ژوئن ۱۹۸۱ (۲۶ سال)    | ۱۸          | Persis Solo                     |
| ۲۲    | مدافع     | Supardi                            | ۱۹ آوریل ۱۹۸۳ (۲۴ سال)   | ۱           | باشگاه فوتبال مدان              |
| ۲۳    | دروازه‌بان | Markus Haris Maulana               | ۱۴ مارس ۱۹۸۱ (۲۶ سال)    | ۳           | باشگاه فوتبال مدان              |
| ۲۷    | مهاجم     | Ahmad Amiruddin                    | ۳ اکتبر ۱۹۸۲ (۲۴ سال)    | ۲           | باشگاه فوتبال پی‌اس‌ام ماکاسار    |
| ۲۸    | مدافع     | Achmad Jufriyanto                  | ۷ فوریه ۱۹۸۷ (۲۰ سال)    | ۰           | باشگاه فوتبال آرما              |

### بحرین
سرمربی:  میلان ماچالا
| شماره | جایگاه    | بازیکن                       | تاریخ تولد/سن            | بازی‌های ملی | باشگاه                       |
| ----- | --------- | ---------------------------- | ------------------------ | ----------- | ---------------------------- |
| ۱     | دروازه‌بان | Ali Al Thani                 | ۱۶ اوت ۱۹۷۱ (۳۵ سال)     |             | باشگاه ورزشی المحرق          |
| ۲     | مدافع     | محمد حسین                    | ۳۱ ژوئیه ۱۹۸۰ (۲۶ سال)   |             | باشگاه ورزشی کاظمه کویت      |
| ۳     | مدافع     | Abdulla Al Marzooqi          | ۱۲ دسامبر ۱۹۸۰ (۲۶ سال)  |             | Al Ta'ai Club                |
| ۷     | هافبک     | Sayed Mahmood Jalal          | ۵ نوامبر ۱۹۸۰ (۲۶ سال)   |             | باشگاه ورزشی القطر           |
| ۸     | هافبک     | Rashid Al-Dosari             | ۲۴ مارس ۱۹۸۰ (۲۷ سال)    |             | باشگاه ورزشی المحرق          |
| ۹     | مهاجم     | حسین علی (بازیکن فوتبال)     | ۳۱ دسامبر ۱۹۸۱ (۲۵ سال)  |             | باشگاه ورزشی ام صلال         |
| ۱۰    | هافبک     | Mohamed Salmeen              | ۴ نوامبر ۱۹۸۰ (۲۶ سال)   |             | باشگاه ورزشی المحرق          |
| ۱۱    | مهاجم     | اسماعیل عبداللطیف            | ۱۱ سپتامبر ۱۹۸۶ (۲۰ سال) |             | حاله بوماهر                  |
| ۱۲    | هافبک     | عبدالله بابا فتای            | ۲ نوامبر ۱۹۸۵ (۲۱ سال)   |             | باشگاه ورزشی المحرق          |
| ۱۳    | هافبک     | طلال یوسف (کاپیتان (فوتبال)) | ۲۴ فوریه ۱۹۷۵ (۳۲ سال)   |             | باشگاه ورزشی الکویت          |
| ۱۴    | مدافع     | سلمان عیسی                   | ۱۱ ژوئیه ۱۹۷۷ (۲۹ سال)   |             | باشگاه فوتبال العربی قطر     |
| ۱۵    | مدافع     | عبدالله عمر                  | ۱ ژانویه ۱۹۸۷ (۲۰ سال)   |             | باشگاه ورزشی المحرق          |
| ۱۶    | هافبک     | سید محمد عدنان               | ۵ فوریه ۱۹۸۳ (۲۴ سال)    |             | باشگاه ورزشی الخور           |
| ۱۷    | مدافع     | حسین علی بابا                | ۱۱ فوریه ۱۹۸۲ (۲۵ سال)   |             | باشگاه ورزشی الکویت          |
| ۱۸    | هافبک     | Husain Habib                 | ۲۰ دسامبر ۱۹۸۲ (۲۴ سال)  |             | باشگاه ورزشی المحرق          |
| ۲۱    | دروازه‌بان | Abdul Rahman Ahmed           | ۱۳ مه ۱۹۸۰ (۲۷ سال)      |             | باشگاه ورزشی المحرق          |
| ۲۵    | هافبک     | فوزی عایش                    | ۲۷ فوریه ۱۹۸۵ (۲۲ سال)   |             | باشگاه ورزشی المحرق          |
| ۲۶    | مهاجم     | جسی جان اوکوونوان            | ۸ اکتبر ۱۹۸۵ (۲۱ سال)    |             | باشگاه ورزشی المحرق          |
| ۲۷    | هافبک     | محمود عبدالرحمن              | ۲۲ نوامبر ۱۹۸۴ (۲۲ سال)  |             | باشگاه ورزشی المحرق          |
| ۲۸    | دروازه‌بان | Abbas Ahmed Khamis           | ۱۳ ژوئن ۱۹۸۳ (۲۴ سال)    |             | Sitra Club                   |
| ۲۹    | مدافع     | محمدحوبیل                    | ۲۳ ژوئن ۱۹۸۱ (۲۶ سال)    |             | باشگاه فوتبال الاهلی (منامه) |
| ۳۰    | مهاجم     | علاء حبیل                    | ۲۵ ژوئن ۱۹۸۲ (۲۵ سال)    |             | باشگاه ورزشی الغرافه         |

### کره جنوبی
سرمربی:  پیم فربیک
| شماره | جایگاه    | بازیکن                         | تاریخ تولد/سن            | بازی‌های ملی | باشگاه                              |
| ----- | --------- | ------------------------------ | ------------------------ | ----------- | ----------------------------------- |
| ۱     | دروازه‌بان | لی وون جائه (کاپیتان (فوتبال)) | ۲۶ آوریل ۱۹۷۳ (۳۴ سال)   | ۱۰۲         | باشگاه فوتبال سوون سامسونگ          |
| ۲     | مدافع     | سونگ چونگ گوگ                  | ۲۰ فوریه ۱۹۷۹ (۲۸ سال)   | ۵۸          | باشگاه فوتبال سوون سامسونگ          |
| ۳     | مدافع     | کیم جین کیو (بازیکن فوتبال)    | ۱۶ فوریه ۱۹۸۵ (۲۲ سال)   | ۳۱          | باشگاه فوتبال سئول                  |
| ۴     | مدافع     | کیم دانگ جن                    | ۲۹ ژانویه ۱۹۸۱ (۲۶ سال)  | ۴۴          | باشگاه فوتبال زنیت سن پترزبورگ      |
| ۶     | هافبک     | لی هو                          | ۲۲ اکتبر ۱۹۸۴ (۲۲ سال)   | ۲۰          | باشگاه فوتبال زنیت سن پترزبورگ      |
| ۷     | مهاجم     | Choi Sung-Kuk                  | ۲۵ فوریه ۱۹۸۱ (۲۶ سال)   | ۱۵          | باشگاه فوتبال سئونگنام              |
| ۸     | هافبک     | کیم دو هیون                    | ۱۴ ژوئیه ۱۹۸۲ (۲۴ سال)   | ۴۰          | باشگاه فوتبال سئونگنام              |
| ۹     | مهاجم     | کو جی جین                      | ۹ ژوئیه ۱۹۸۱ (۲۵ سال)    | ۳۰          | باشگاه فوتبال شیمیزو اس-پالس        |
| ۱۰    | مهاجم     | لی چان سو                      | ۹ ژوئیه ۱۹۸۱ (۲۵ سال)    | ۷۱          | باشگاه فوتبال اولسان هیوندای        |
| ۱۱    | مهاجم     | لی کیون-هو                     | ۱۱ آوریل ۱۹۸۵ (۲۲ سال)   | ۰           | باشگاه فوتبال دائجو                 |
| ۱۲    | مهاجم     | لی دونگ-گوک                    | ۲۹ آوریل ۱۹۷۹ (۲۸ سال)   | ۶۴          | باشگاه فوتبال میدلزبرو              |
| ۱۳    | مدافع     | Kim Chi-Gon                    | ۲۹ ژوئیه ۱۹۸۳ (۲۳ سال)   | ۴           | باشگاه فوتبال سئول                  |
| ۱۴    | هافبک     | کیم سانگ سیک                   | ۱۷ دسامبر ۱۹۷۶ (۳۰ سال)  | ۵۱          | باشگاه فوتبال سئونگنام              |
| ۱۵    | مدافع     | Kim Chi-Woo                    | ۱۱ نوامبر ۱۹۸۳ (۲۳ سال)  | ۴           | باشگاه فوتبال چونام دراگونز         |
| ۱۶    | مدافع     | او بیم سیاک                    | ۹ ژوئیه ۱۹۸۴ (۲۲ سال)    | ۶           | باشگاه فوتبال پوهانگ استیلرز        |
| ۱۷    | هافبک     | کیم جونگ وو                    | ۹ مه ۱۹۸۴ (۲۳ سال)       | ۲۷          | باشگاه فوتبال ناگویا گرامپوس        |
| ۱۸    | مهاجم     | Woo Sung-Yong                  | ۱۸ اوت ۱۹۷۳ (۳۳ سال)     | ۱۰          | باشگاه فوتبال اولسان هیوندای        |
| ۱۹    | مهاجم     | یئوم کی هون                    | ۳۰ مارس ۱۹۸۳ (۲۴ سال)    | ۴           | باشگاه فوتبال چونبوک هیوندای موتورز |
| ۲۰    | هافبک     | Son Dae-Ho                     | ۱۱ سپتامبر ۱۹۸۱ (۲۵ سال) | ۱           | باشگاه فوتبال سئونگنام              |
| ۲۱    | دروازه‌بان | کیم یانگ دائه                  | ۱۱ اکتبر ۱۹۷۹ (۲۷ سال)   | ۱۷          | باشگاه فوتبال سئونگنام              |
| ۲۲    | مدافع     | کنگ مین سو                     | ۱۴ فوریه ۱۹۸۶ (۲۱ سال)   | ۱           | باشگاه فوتبال چونام دراگونز         |
| ۲۳    | دروازه‌بان | جونگ سونگ-ریونگ                | ۴ ژانویه ۱۹۸۵ (۲۲ سال)   | ۰           | باشگاه فوتبال پوهانگ استیلرز        |
| ۲۷    | هافبک     | Oh Jang-Eun                    | ۲۴ ژوئیه ۱۹۸۵ (۲۱ سال)   | ۲           | باشگاه فوتبال اولسان هیوندای        |

### عربستان سعودی
سرمربی:  Hélio dos Anjos
| شماره | جایگاه    | بازیکن                           | تاریخ تولد/سن            | بازی‌های ملی | باشگاه                              |
| ----- | --------- | -------------------------------- | ------------------------ | ----------- | ----------------------------------- |
| ۱     | دروازه‌بان | یاسر المسیلیم                    | ۲۷ فوریه ۱۹۸۴ (۲۳ سال)   |             | Al-Ahli                             |
| ۲     | مدافع     | ابراهیم هزازی                    | ۲۲ نوامبر ۱۹۸۴ (۲۲ سال)  |             | باشگاه فوتبال الاهلی عربستان سعودی  |
| ۳     | مدافع     | اسامه هوساوی                     | ۳۱ مارس ۱۹۸۴ (۲۳ سال)    |             | باشگاه فوتبال الوحده عربستان سعودی  |
| ۵     | مدافع     | ماجد العمری                      | ۱۵ سپتامبر ۱۹۸۵ (۲۱ سال) |             | باشگاه فوتبال الاتفاق عربستان سعودی |
| ۶     | هافبک     | عمر الغامدی                      | ۱۱ آوریل ۱۹۷۹ (۲۸ سال)   | ۴۰          | باشگاه فوتبال الهلال                |
| ۷     | مدافع     | کامل الموسی                      | ۲۹ اوت ۱۹۸۲ (۲۴ سال)     |             | باشگاه فوتبال الوحده عربستان سعودی  |
| ۹     | مهاجم     | مالک معاذ                        | ۱۰ اوت ۱۹۸۱ (۲۵ سال)     |             | باشگاه فوتبال الاهلی عربستان سعودی  |
| ۱۱    | مهاجم     | سعید الحارثی                     | ۳ فوریه ۱۹۸۴ (۲۳ سال)    |             | باشگاه فوتبال النصر عربستان سعودی   |
| ۱۲    | مدافع     | طلال الخیبری                     | ۹ ژانویه ۱۹۷۷ (۳۰ سال)   |             | باشگاه فوتبال الوحده عربستان سعودی  |
| ۱۳    | هافبک     | احمد درویش                       | ۲۹ اکتبر ۱۹۸۴ (۲۲ سال)   |             | باشگاه فوتبال الاهلی عربستان سعودی  |
| ۱۴    | هافبک     | سعود کریری                       | ۸ ژوئیه ۱۹۸۰ (۲۶ سال)    |             | باشگاه فوتبال الاتحاد               |
| ۱۵    | مدافع     | احمد البحری                      | ۱۸ سپتامبر ۱۹۸۰ (۲۶ سال) |             | باشگاه فوتبال النصر عربستان سعودی   |
| ۱۶    | هافبک     | خالد عزیز                        | ۱۴ ژوئیه ۱۹۸۱ (۲۵ سال)   |             | باشگاه فوتبال الهلال                |
| ۱۷    | هافبک     | تیسیر الجاسم                     | ۲۵ ژوئیه ۱۹۸۴ (۲۲ سال)   |             | باشگاه فوتبال الاهلی عربستان سعودی  |
| ۱۸    | مهاجم     | عبدالرحمن القحطانی               | ۲۲ مه ۱۹۸۳ (۲۴ سال)      |             | باشگاه فوتبال الاتحاد               |
| ۱۹    | مدافع     | ولید عبد ربه الجحدلی             | ۱ ژوئن ۱۹۸۲ (۲۵ سال)     |             | باشگاه فوتبال الاهلی عربستان سعودی  |
| ۲۰    | مهاجم     | یاسر القحطانی (کاپیتان (فوتبال)) | ۱۰ اکتبر ۱۹۸۲ (۲۴ سال)   |             | باشگاه فوتبال الهلال                |
| ۲۱    | دروازه‌بان | عساف القرنی                      | ۲ آوریل ۱۹۸۴ (۲۳ سال)    |             | باشگاه فوتبال الوحده عربستان سعودی  |
| ۲۲    | دروازه‌بان | ولید عبدالله                     | ۱۹ آوریل ۱۹۸۶ (۲۱ سال)   |             | باشگاه فوتبال الشباب عربستان سعودی  |
| ۲۳    | مهاجم     | ناصر الشمرانی                    | ۲۳ نوامبر ۱۹۸۳ (۲۳ سال)  |             | باشگاه فوتبال الوحده عربستان سعودی  |
| ۲۵    | مدافع     | رضا حسن تکر                      | ۲۹ نوامبر ۱۹۷۵ (۳۱ سال)  |             | باشگاه فوتبال الاتحاد               |
| ۲۸    | هافبک     | عبده عطیف                        | ۲ آوریل ۱۹۸۴ (۲۳ سال)    |             | باشگاه فوتبال الشباب عربستان سعودی  |
| ۳۰    | هافبک     | احمد الموسی                      | ۲۷ ژانویه ۱۹۸۱ (۲۶ سال)  |             | باشگاه فوتبال الوحده عربستان سعودی  |